# 莫納斯特羅克 (文尼察州)
48°58′22″N 28°51′44″E / 48.97278°N 28.86222°E
莫納斯特羅克（羅馬化：Monastyrok）是烏克蘭西南部的村莊，隸屬文尼察州的文尼察區。該村面積1.19平方公里，海拔高度267米，2001年人口268，人口密度每平方公里225.21人。